# Jan Rzońca (historyk)
Jan Rzońca (ur. 17 grudnia 1939 w Porębie Małej) – polski historyk, specjalizujący się w historii nowożytnej Polski; emerytowany profesor Uniwersytetu Opolskiego.

## Życiorys
Pochodzi z sądeckiej rodziny robotnika Franciszka Rzońcy i Stanisławy z domu Wiktor, krewnej powieściopisarza Jana Wiktora. W 1959 roku ukończył Liceum Pedagogiczne w Starym Sączu, a następnie uczył w Szkole Podstawowej we Florynce i odbył służbę wojskową. W 1962 roku przeprowadził się na Dolny Śląsk, gdzie pracował jako nauczyciel historii, geografii, języka polskiego i wychowania fizycznego w szkołach podstawowych w Ołdrzychowicach i Kudowie-Zdroju (SP nr 3). Równocześnie uczył się zaocznie w II Studium Nauczycielskim we Wrocławiu (historia z geografią), które ukończył w 1965 roku. W 1966 roku podjął zaoczne studia historyczne na Wyższej Szkole Pedagogicznej w Opolu, które ukończył w 1972 roku, broniąc pracy magisterskiej pt. Problematyka Księstwa Warszawskiego w Pamiętnikach Juliana Ursyna Niemcewicza. Zaraz potem został nauczycielem historii w Liceum Ogólnokształcącym w Kudowie-Zdroju i rozpoczął pracę nad doktoratem. 
Jako nauczyciel w kudowskim liceum otrzymał w 1980 roku stopień naukowy doktora nauk humanistycznych w zakresie historii na podstawie pracy pt. Ostatni sejm przed Cecorą w 1619 r., której promotorem był prof. Jan Seredyka. W roku akademickim 1981/1982 został zatrudniony jako adiunkt w Instytucie Historii opolskiej WSP, przeprowadzając się na stałe do Opola. Prowadził tam zajęcia z historii nowożytnej Polski i powszechnej, historii gospodarczej Polski, metodologii historii, statystyki i demografii. W 1990 roku Rada Wydziału Filologiczno-Historycznego WSP w Opolu nadała mu stopień naukowy doktora habilitowanego w zakresie historii o specjalności historia nowożytna Polski na podstawie rozprawy pt. Rzeczpospolita Polska w latach 1596–1599. Wybrane zagadnienia polityki wewnętrznej i zagranicznej.
W 1992 roku zatrudniony został na stanowisku profesora nadzwyczajnego w WSP w Opolu. W 2001 roku prezydent Polski Aleksander Kwaśniewski nadał mu tytuł profesora nauk humanistycznych. W tym samym roku otrzymał stanowisko profesora zwyczajnego. W latach 1994–2009 kierował na opolskiej uczelni Zakładem Historii Krajów Europy Wschodniej, który w 2001 roku został przemianowany na Katedrę Historii Krajów Europy Środkowo-Wschodniej.

## Dorobek naukowy
Zainteresowania naukowe Jana Rzońcy koncentrują się wokół zagadnień związanych z: dziejami wewnętrznymi Rzeczypospolitej Polskiej w końcu XVI i I ćwierci XVII wieku, funkcjonowaniem polskiego parlamentaryzmu, procedurami obrad sejmowych, badaniami szlacheckiej opinii publicznej, stosunkami zewnętrznymi Rzeczypospolitej z państwami sąsiednimi, stosunkami wyznaniowymi w Rzeczypospolitej od XVI do XIX wieku, stosunkami polsko-rosyjskimi na przestrzeni XVI–XX wieku, dziejami Galicji w okresie rozbiorów ze szczególnym uwzględnieniem Sądecczyzny, Syberią w pamiętnikarstwie polskim XVIII–XX wieku. Jest autorem czterech prac zwartych i przeszło pięćdziesięciu artykułów i rozpraw, a ponadto redaktorem kilku prac zbiorowych. Uczestniczył w kilkudziesięciu krajowych, międzynarodowych i zagranicznych konferencji naukowych. Wypromował 5 doktorów i przeszło 200 magistrów. Jest autorem blisko 180 publikacji naukowych. Do jego najważniejszych prac należą:
- Sejmy z lat 1597 i 1598, część 1: Bezowocny sejm z 1597 roku, Warszawa–Wrocław 1989,
- Rzeczpospolita Polska w latach 1596–1599. Wybrane zagadnienia polityki wewnętrznej i zagranicznej, Opole 1990,
- Sejmy z lat 1597 i 1598, część 2: Ostatni sejm Rzeczypospolitej w XVI wieku, Opole 1993,
- Polska i jej sąsiedzi XIV–XX w., Opole 1998 (redaktor),
- Polacy i Rosjanie na przestrzeni wieków (XVII–XX w.), Opole 2000 (redaktor),
- Polacy w dziejach Europy Środkowej i Rosji (XVI–XX w.), Opole 2004 (redaktor).